# 41. Feldartillerie-Brigade (Deutsches Kaiserreich)
Die 41. Feldartillerie-Brigade war ein Großverband der Preußischen Armee.

## Geschichte
Die 41. Feldartillerie-Brigade wurde zum 1. Oktober 1912 im ermländischen Deutsch-Eylau aufgestellt und am 16. Februar 1917 zum Artilleriekommandeur 41 umfunktioniert, dem damit die taktische Führung der gesamten Feld- und schweren Artillerie oblag.
Sie war Teil der 41. Division mit Standort in Deutsch-Eylau, die dem XX. Armee-Korps in Allenstein zugeordnet war.

### Gliederung
- 1912 bis 1914

1. Westpreußisches Feldartillerie-Regiment Nr. 35 und 3. Ostpreußisches Feldartillerie-Regiment Nr. 79
- Kriegsgliederung bei Mobilmachung 1914

Wie vor
- Kriegsgliederung am 20. März 1918

Artillerie-Kommandeur Nr. 41,
3. Ostpreußisches Feldartillerie-Regiment Nr. 79, II. Bataillon/2. Pommersches Fußartillerie-Regiment Nr. 15

### Erster Weltkrieg
Die Brigade kam mit Kriegsbeginn im Verband der 41. Division bis Mitte Januar 1917 an der Ostfront zum Einsatz, wurde in den Westen verlegt und verblieb dort bis zum Ende des Krieges, als sie die besetzten Gebiete räumen musste und in die Heimatgarnisonen zurückkehrte.
Zu den Kampfhandlungen, Gefechten und Schlachten siehe Kampfgeschehen der 41. Division.

### Brigadekommandeure
| Name                      | Datum                                                   |
| ------------------------- | ------------------------------------------------------- |
| Wilhelm Johann Neugebauer | 1. Oktober 1912 bis Mai 1916                            |
| Walter von der Hardt      | Mai 1916 bis 22. August 1918                            |
| Adolf Sanner              | 23. August 1918 bis Kriegsende                          |
| Richard Nessel            | 21. Januar 1919 bis 28. November 1919 (Demobilisierung) |